# Karl Barton
Karl Edward James Barton (Birmingham, 17 de julho de 1937) é um ex-ciclista britânico que competiu em duas edições dos Jogos Olímpicos (Roma 1960 e Tóquio 1964).